# Villadequinta
Villadequinta (llamada oficialmente San Pedro de Vilaquinta) es una parroquia y un lugar español del municipio de Carballeda de Valdeorras, en la provincia de Orense, Galicia.

## Toponimia
La parroquia también es conocida por el nombre de San Pedro de Villaquinta.

## Organización territorial
La parroquia está formada por una entidad de población:
- Viladequinta

## Demografía
Gráfica demográfica del lugar y parroquia de Villadequinta según el INE español:
| Gráfica de evolución demográfica de Villadequinta entre 2000 y 2022 |
|                                                                     |
| Datos según el nomenclátor publicado por el INE.                    |